# Eva-Maria ten Elsen
Eva-Maria ten Elsen, née le 14 septembre 1937 à Altenbourg, est une nageuse allemande spécialiste des épreuves en brasse.

## Palmarès

### Jeux olympiques
- Jeux olympiques de 1956 à Melbourne (Australie) :
  -  Médaille de bronze sur 200 m brasse[1].